# Perigrapha kofka
Perigrapha kofka är en fjärilsart som beskrevs av Márton Hreblay 1996. Perigrapha kofka ingår i släktet Perigrapha och familjen nattflyn. Inga underarter finns listade i Catalogue of Life.